# Ramat Trump
Ramat (tiếng Hebrew: רמת טראמפ, Ramat Trump, [ʁaˈmat ˈtʁamp]; Việt: Cao nguyên Trump) là một thành phố đã được xây dựng ở Israel- Cao nguyên Golan bị chiếm đóng, được đặt theo tên của tổng thống thứ 45 của Hoa Kỳ, Donald Trump. Các khu định cư của Israel ở Cao nguyên Golan được coi là bất hợp pháp theo luật pháp quốc tế, nhưng chính phủ Israel tranh chấp điều này.
Ramat Trump thuộc thẩm quyền của Hội đồng khu vực Golan.

## Vị trí
Khu định cư dự kiến sẽ được xây dựng ở phía đông của cộng đồng Kela Alon, nơi cộng đồng Beruchim, được thành lập vào năm 1991, được đặt. Khu vực định cư của Beruchim đã được lên kế hoạch cho việc mở rộng khu định cư Kela Alon trong tương lai và có một số cư dân sinh sống.
Khu định cư rất gần với đường Petroleum. Tuyến đường này ngăn cách Beruchim/Ramat Trump từ phía đông và Kela Alon ở phía tây của nó.

## Lịch sử
Năm 1991, một ngôi làng của Israel có tên Brukhim được thành lập trên vùng đất của Trump Heights tương lai. Tuy nhiên, nó đã thất bại trong việc thu hút nhiều cư dân.
Chính phủ Israel triệu tập vào ngày 16 tháng 6 năm 2019, tại địa điểm được quy hoạch trong khu định cư bị bỏ hoang của Brukhim, rất gần với Kela Alon ở phía tây bắc của Cao nguyên Golan, và tuyên bố thành lập khu định cư mới như một sự biết ơn đối với Donald Trump ủng hộ Israel và công nhận chủ quyền của Israel đối với Cao nguyên Golan.
"Đánh giá cao công việc của Tổng thống thứ 45 của Hoa Kỳ, Tổng thống Donald Trump, thay mặt Nhà nước Israel trong một loạt các lĩnh vực và tỏ lòng biết ơn đối với việc Mỹ công nhận Jerusalem là thủ đô của Israel và sự công nhận về chủ quyền của Israel trên Cao nguyên Golan, Người ta đã quyết định khởi xướng việc thành lập một khu định cư cộng đồng mới ở Cao nguyên Golan có tên là Cao nguyên Trump. "  Trong giai đoạn đầu tiên, 110 đơn vị nhà ở được lên kế hoạch.
Vì chưa có ngân sách hoặc địa điểm cuối cùng nào được thiết lập và quyết định được đưa ra dưới một chính phủ chuyển tiếp, nên ý nghĩa của quyết định là mang tính biểu tượng.
Đây là cộng đồng đầu tiên ở Israel và các vùng lãnh thổ do Israel chiếm đóng được đặt theo tên của một tổng thống Mỹ đang ngồi kể từ Kfar Truman.